# 准沙巴日特
准沙巴日特是位于中国内蒙古自治区呼伦贝尔市新巴尔虎左旗巴音诺尔苏木的一个湖泊。其位置约在东经118°31′，北纬48°19′。湖面海拔669.7米，面积达1.8平方公里。该湖的沉积物主要为芒硝和石盐。准沙巴日特在蒙古语中的意思是东泥湖。